# Жупи
Жупи (порт. Jupi) — муниципалитет в Бразилии, входит в штат Пернамбуку. Составная часть мезорегиона Сельскохозяйственный район штата Пернамбуку. Входит в экономико-статистический микрорегион Гараньюнс. Население составляет 13 124 человека на 2007 год. Занимает площадь 151,22 км². Плотность населения — 81,55 чел./км².
Праздник города — 11 марта.

## История
Город основан 31 декабря 1958 года. 

## Статистика
- Валовой внутренний продукт на 2004 год составляет 39 080 реалов (данные: Бразильский институт географии и статистики).
- Валовой внутренний продукт на душу населения на 2004 год составляет 3100 реалов (данные: Бразильский институт географии и статистики).
- Индекс развития человеческого потенциала на 2000 год составляет 0,609 (данные: Программа развития ООН).